# Euphaedra caerulescens
Euphaedra caerulescens är en fjärilsart som beskrevs av Smith 1890. Euphaedra caerulescens ingår i släktet Euphaedra och familjen praktfjärilar. Inga underarter finns listade i Catalogue of Life.